# زادالمسافرین (کتاب پزشکی)
زادالمسافرین نام کتاب یود که توسطمحمدمهدی بن علی نقی شریف در اواخر دوران صفویه نوشته شد.
موضوع این کتاب رعایت بهداشت و پیشگیری از بیماری‌ها در سفر است. طبق گفتهٔ آقابزرگ تهرانی کار نگارش این کتاب در سال هم صفر سال ۱۱۴۱ به پایان رسیده است.